# Polycrateia
Polycrateia  (en grec ancien Πολυκρατία / Polykratia), née en 228 av. J.-C., est une reine de Macédoine, épouse de Philippe V.

## Famille
Selon Christian Settipani, elle est peut être la sœur de Polycrates, gouverneur de Chypre en -197. Elle serait alors la fille de Mnasiadas, athlète et prêtre d'Alexandre, et petite fille de Polycrates, notable Argien.
Aratos, notable de Sicyone, qui en -181, participe à une ambassade en Egypte, est peut être son fils.

## Biographie
Originaire d'Argos, elle épouse en premières noces Aratos le Jeune, fils d'Aratos de Sicyone, stratège de la Ligue achéenne. À une date indéterminée (vers 213 av. J.-C. ?), elle est séduite et enlevée par Philippe V qui séjourne dans le Péloponnèse au début de la Première guerre de Macédoine. Elle ne lui aurait donné qu'un seul fils, Persée, le successeur de Philippe. Une autre tradition historique estime néanmoins qu'elle pourrait être la mère de cinq autres enfants, au lieu d'une autre épouse ou concubine du roi dont le nom reste inconnu.